# Phora pubipes
Phora pubipes är en tvåvingeart som beskrevs av Schmitz 1920. Phora pubipes ingår i släktet Phora och familjen puckelflugor. Arten är reproducerande i Sverige. Inga underarter finns listade i Catalogue of Life.